# إلياس أباد (أرومية)
إلياس‌ أباد هي قرية في مقاطعة أرومية، إيران. عدد سكان هذه القرية هو 741 في سنة 2006.